# Nery Brenes
Nery Brenes, född 25 september 1985, är en friidrottare från Costa Rica. Han deltog vid olympiska sommarspelen 2008, olympiska sommarspelen 2012 och olympiska sommarspelen 2016.